# أيلنط كورزي
أيلنط كورزي (الاسم العلمي:Ailanthus kurzii) هو نوع نباتي يتبع جنس الأيلنط من فصيلة السيماروبية.